# لیک آلمانور کانتری کلاب (کالیفرنیا)
لیک آلمانور کانتری کلاب (به انگلیسی: Lake Almanor Country Club) یک منطقهٔ مسکونی در ایالات متحده آمریکا است که در شهرستان پلوماس، کالیفرنیا واقع شده‌است. لیک آلمانور کانتری کلاب ۷٫۱۰۵ کیلومتر مربع مساحت و ۴۱۹ نفر جمعیت دارد.